# Oricon
Oricon Inc. (株式会社オリコン, Kabushiki-gaisha Orikon), é uma empresa do tipo holding, fundada em 1999. Está à frente de um grupo empresarial japonês que fornece estatísticas e informações sobre música e a indústria musical do Japão. Foi fundada por Soko Koike em novembro de 1967, sob o nome de Original Confidence Inc. (株式会社オリジナルコンフィデンス, Kabushiki-gaisha Orijinaru Konfidensu), e ficou conhecida pela divulgação das paradas musicais no país. A Oricon Inc. foi originalmente criada como uma subsidiária da Original Confidence Inc. e mais tarde assumiu os registros das paradas da Oricon em abril de 2002.
As tabelas são compiladas a partir de dados retirados de cerca de 39.700 pontos de venda (em abril de 2011) e fornecem as classificações de vendas de singles, CDs de música, DVDs, jogos eletrônicos e outros produtos de entretenimento baseados em tabulações semanais. Os resultados são anunciados todas as terças-feiras e publicados na revista eletrônica Oricon Style pela subsidiária Oricon Entertainment Inc. O grupo também lista os índices de popularidade dos comerciais de televisão japoneses em seu website oficial.

## Paradas

### Paradas atuais
- Parada de singles (2 de Novembro de 1967 -)
- Parada de álbuns (5 de Outubro de 1987 -)
- Parada karaokê (26 de Dezembro de 1987 -)
- Parada de faixas (6 de Setembro de 2004 -)
- Parada de DVDs (5 de Abril de 1999 -)
- Parada de catálogo de álbuns mais vendidos (2 de Abril de 2001 -)

### Paradas descontinuadas
- Parada de LPs (5 de Janeiro de 1970 - 27 de Novembro de 1989)
- Parada de CTs (2 de Dezembro de 1974 - 27 de Novembro de 1989)
- Parada de discos (2 de Dezembro de 1974 - 24 de Abril de 1978)
- Parada de todos os gêneros e formatos (24 de Maio de 1984 - 2 de Abril de 2001)
- Parada de MDs (desconhecido)
- Parada de LDs (desconhecido - 7 de Fevereiro de 2000)
- Parada de vendas de vídeos (6 de fevereiro de 1974 - 30 de Maio de 2005)
- Parada de jogos (20 de Fevereiro de 1995 - 28 de Novembro de 2005)
- Parada de mangás (6 de Fevereiro de 1995 - 26 de Março de 2001)
- Parada de VHSs (desconhecido - 27 de Novembro de 1989)
- Parada de novas mídias (Janeiro de 2004 - 2005)

## Maiores vendas de todos os tempos

### Singles
| Posição | Ano  | Título                                | Artista                                                           | Vendas |
| ------- | ---- | ------------------------------------- | ----------------------------------------------------------------- | ------ |
| 1       | 1975 | "Oyoge! Taiyaki-kun"                  | Masato Shimon                                                     | 4.547m |
| 2       | 1972 | "Onna no Michi"                       | Miya Shiro                                                        | 3.256m |
| 3       | 2000 | "Tsunami"                             | Southern All Stars                                                | 2.934m |
| 4       | 1999 | "Dango 3 Kyodai"                      | Kentarou Hayami, Ayumi Shigemori, Himawari Kids, Dango Gasshoudan | 2.918m |
| 5       | 1992 | "Kimi ga Iru Dake de/Ai Shiteru"      | Kome Kome Club                                                    | 2.895m |
| 6       | 1991 | "Say Yes"                             | Chage & Aska                                                      | 2.822m |
| 7       | 2003 | "Sekai ni Hitotsu dake no Hana"       | SMAP                                                              | 2.783m |
| 8       | 1994 | "Tomorrow Never Knows"                | Mr. Children                                                      | 2.766m |
| 9       | 1991 | "Oh! Yeah!/Love Story wa Totsuzen ni" | Kazumasa Oda                                                      | 2.587m |
| 10      | 1995 | "Love Love Love/Arashi ga Kuru"       | Dreams Come True                                                  | 2.573m |

### Álbuns
| Posição | Ano  | Título                  | Artista            | Vendas    |
| ------- | ---- | ----------------------- | ------------------ | --------- |
| 1       | 1999 | First Love              | Hikaru Utada       | 7,650,215 |
| 2       | 1998 | B'z The Best "Pleasure" | B'z                | 5,135,922 |
| 3       | 1997 | Review                  | Glay               | 4,875,980 |
| 4       | 2001 | Distance                | Hikaru Utada       | 4,469,135 |
| 5       | 1998 | B'z The Best "Treasure" | B'z                | 4,438,742 |
| 6       | 2001 | A Best                  | Ayumi Hamasaki     | 4,295,353 |
| 7       | 1996 | Globe                   | Globe              | 4,136,460 |
| 8       | 2002 | Deep River              | Hikaru Utada       | 3,604,588 |
| 9       | 2000 | Delicious Way           | Mai Kuraki         | 3,530,000 |
| 10      | 1998 | Umi no Yeah!!           | Southern All Stars | 3,526,000 |

## Artistas internacionais que alcançaram a primeira posição na Oricon
| Data                   | Semanas em #1 | Artista                            | Canção                                                                | Vendas    |
| ---------------------- | ------------- | ---------------------------------- | --------------------------------------------------------------------- | --------- |
| 1 de Abril de 1968     | 1             | Bee Gees                           | "Massachusetts"                                                       | 500,000   |
| 1 de Setembro de 1968  | 2             | Simon & Garfunkel                  | "The Sounds of Silence"                                               | 810,000   |
| 1 de Janeiro de 1969   | 1             | Mary Hopkin                        | "Those Were the Days"                                                 | 470,000   |
| 2 de Novembro de 1970  | 3             | Jerry Wallace                      | "Otoko no Sekai (Lovers of the World)"                                | 828,953   |
| 11 de Janeiro de 1971  | 2             | Mashmakhan                         | "As the Years Go By"                                                  | 400,000   |
| 19 de Abril de 1971    | 4             | Hedva and David                    | "Ani Holem Al Naomi"                                                  | 670,000   |
| 10 de Abril de 1972    | 1             | The New Seekers                    | "I'd Like to Teach the World to Sing"                                 | 300,000   |
| 22 de Março de 1976    | 15            | Daniel Boone                       | "Beautiful Sunday"                                                    | 1,930,000 |
| 17 de Novembro de 1980 | 2             | The Nolans                         | "I'm In the Mood for Dancing"                                         | 670,000   |
| 5 de Setembro de 1983  | 2             | Irene Cara                         | "Flashdance... What a Feeling"                                        | 700,000   |
| 4 de Dezembro de 1995  | 5             | Céline Dion feat Kryzler & Kompany | "To Love You More"                                                    | 1,000,000 |
| 6 de Outubro de 1997   | 2             | Elton John                         | "Candle in the Wind 1997"/ "Something About the Way You Look Tonight" | 630,000   |